# Mesnil-Bruntel
Mesnil-Bruntel (picardisch: Ch'Moéni-Brèneti) ist eine französische Gemeinde mit 289 Einwohnern (Stand 1. Januar 2022) im Département Somme in der Region Hauts-de-France im Norden von Frankreich. Die Gemeinde gehört zum Kanton Péronne und ist Teil der Communauté de communes de la Haute Somme.

## Geographie
Die Gemeinde liegt am Ostufer der kanalisierten Somme und wird in Nord-Süd-Richtung von der Départementsstraße D937 und von Südwesten nach Nordosten von der D88 durchzogen.

## Geschichte
Die Gemeinde wurde mit dem Croix de guerre 1914–1918 ausgezeichnet.

## Bevölkerungsentwicklung
| 1962 | 1968 | 1975 | 1982 | 1990 | 1999 | 2006 |
| ---- | ---- | ---- | ---- | ---- | ---- | ---- |
| 280  | 259  | 277  | 326  | 341  | 329  | 311  |

## Verwaltung
Bürgermeister (Maire) ist seit 2001 Jean-Dominique Payen.